# Final Fantasy X
Final Fantasy X (ファイナルファンタジーX Fainaru Fantajī Ten?) är den tionde delen i Square Enix (dåvarande Squaresoft) tv-spelsserie Final Fantasy. Det är det första spelet i serien som släpptes för PlayStation 2. Det är också den första Final Fantasy-versionen som fick en direkt uppföljare, Final Fantasy X-2. Spelet har sålt i ungefär sju miljoner exemplar världen över (2004).
Spelet utspelar sig i en fantasivärld som kallas Spira. Historien fokuserar på en grupp äventyrare och på deras uppdrag att besegra Sin (en ond och fasaväckande varelse). Final Fantasy X (förkortat FFX) använder sig av ett turordningsbaserat stridssystem, istället för det gamla Active Time Battle.
Figurerna man spelar med samlar på sig AP ("Ability Points" - duglighetspoäng), som spelaren använder sig av i Sphere Grid för att gå upp i nivåer. Detta var det första Final Fantasy-spel som hade helt tredimensionella bakgrunder och i vilket rollfigurerna visar realistiska ansiktsuttryck. Det var även det allra första FF-spel där figurerna givits röst av riktiga skådespelare.

## Spelmekanik

### Stridssystem
Final Fantasy X introducerar det nya Conditional Turn-Based Battle System (CTB) istället för seriens traditionella Active Time Battle. CTB-systemet är ett system som gör en paus i striden vid varje figurs tur att agera, vilket således ger spelaren tid att tänka och välja typ av attack. CTB-systemet tillåter också att en figurs personliga attribut samt hur figuren genomför sin attack, påverkar vems tur det är nästa gång och även därnäst. 
Varje figur har också en specialattack som kallas "Overdrive". I Final Fantasy VI kallas den däremot "Desperation Attacks", i Final Fantasy VII och VIII kallas den "Limit Breaks" och i Final Fantasy IX "Trances". Mestadels är dessa attacker interaktiva och kräver att man måste trycka på knapparna i en speciell ordning eller att man måste trycka på en viss knapp i exakt rätt ögonblick. Efteråt får spelaren också välja vilken "Overdrive Mode" han/hon vill ha för att Overdrive-mätaren ska fyllas.  
Final Fantasy X tillåter spelaren att kontrollera upp till tre figurer vid varje strid, men i ett nytt och mycket innovativt system tillåts spelaren byta in och ersätta någon av figurerna under det att en strid pågår. När en spelares samtliga sju figurer är med, deltar tre av dem i själva striden medan fyra står vid sidan av. Dessa fyra kan få hoppa in när som helst, utom då figuren som skall bytas ut inte längre är vid liv.
Spelet introducerar också ett omarbetat system av "Summoning" (att mana fram exempelvis en ande). I de första spelen kunde man kalla på en varelse, varvid den visade sig, genomförde en attack och sedan försvann. Men i FFX kallar man fram varelser, "Aeons", varvid dessa uppenbarar sig och kan ersätta alla andra figurer och slåss i deras ställe ända till dess fienden eller den själv dör eller tills den blir bortskickad av spelaren. Aeons har sina egna attribut, kommandon, specialattacker och Overdrives.

### "Sphere Grid"
För att nå upp till en högre nivå och lära sin figur nya sätt att attackera och ny magi och för att öka på figurens hälsostatus, måste spelaren samla på sig så kallade "Ability Points" (AP). Dessa blir till sphere levels som spelaren kan använda för att kunna flytta runt figuren i Sphere Grid. Detta system är unikt i rollspelsgenren. Den spelare som har besegrat fiender får sådana "spheres", med vilka figuren kan uppdateras i Sphere Grid.  
Den internationella versionen och alla PAL-versioner av spelet innehåller också en valfri "Expert"-version av Sphere Grid där alla figurer startar i mitten och därefter kan ta vilken väg som helst.

## Spira
Historien i Final Fantasy X utspelar sig i en värld som kallas Spira, vilket är ett mycket väl valt namn, eftersom mycket i Spira handlar om cykler och spiraler, såsom "dödens spiral" som världen har fått utstå. Spira är en av de första Final Fantasy-världarna i vilken invånarna har logiska och omfattande andliga och mytologiska influenser. Till skillnad från i tidigare FF-spel skildras Spira såsom varande väldigt olikt Europa. FFX har mer lånat drag av sydöstra Asien. Thailand, Japan och Stilla Havet har använts som influenser vid skapandet av Spira.

### Geografi
Spira består av en stor landmassa som har tre kontinenter vilka omges av ett antal småöar. Klimatzonerna sträcker sig från de tropiska områdena Besaid och Kilika över det tempererade Mi'ihen upp till de arktiska områdena Mt. Gagazet och Macalania. 

### Demografi
Spira är befolkat av många folkslag. Majoriteten av invånarna utgörs dock av människor. Så lever där Al-Bhed, ett tekniskt avancerat folkslag. Al-Bhed är en egen art av människa med spiralformade, gröna ögon. De bär, enligt vad människorna anser, egendomliga kläder. Guado är ett annat folk. De står inte människan lika nära såsom art betraktad. De är ofta långa, har långsträckta fingrar och har en medfödd och naturlig förmåga att behärska magi och att frammana monster. Spira hyser även det lejonliknande, en-hornade Ronso-folket och det grodliknande Hypello-folket. 
Samtliga landområden på Spira är mycket urbaniserade. Trots detta lever där en mängd olika djur också, några som påminner om jordiska djurarter, andra som människor skulle kalla rena fantasidjur. Flertalet djur på Spira anses dock farliga.
Befolkningen på Spira har stannat kvar på en mycket primitiv teknisk nivå, eftersom utvecklingen har hindrats av varelsen Sin och av prästerskapet. På grund av den allenarådande religionen som kallas Yevon är maskiner förbjudna, varför de maskinvänliga Al-bhed är utstötta och hatade av de övriga folken.

## Mytologi och Religion
Mytologin i Final Fantasy X och i FFX-2 innefattar en mängd övernaturliga element som påverkar händelserna i Spira. Magiska och andliga krafter samt minnets kraft är djupt sammanflätade. Som i tidigare FF-spel, har FFX lånat influenser från både nutida och utdöda kulturer, företrädesvis från japanska och andra sydostasiatiska kulturer, men också från indisk, arabisk, grekisk och romersk mytologi, vilket allt skapar en särskild, säregen och fiktiv Spira-mytologi.

### Bålflugor
Bålflugor, Pyreflies, är ett mystiskt men ändå naturligt fenomen som djupt påverkar händelserna i Spira. Dessa flugor är egentligen små knippen av livsenergi och är nära relaterade med döden, men även med andra andliga händelser. Flugorna avbildas som små flytande eller fladdrande ljusbollar. De kan vara inspirerade av japanska traditioner, där eldflugor är en symbol för människans själ.
Trots att olika krafter har använt dem till både onda och goda dåd, verkar bålflugor sakna både eget medvetande och livsuppgift i sin slöa form. Bålflugorna är oftast osynliga, men blir fullt synliga när någon dör eller när en frammanare gör en sändning, då de dödas själar skickas tillbaka till "The Farplane". Man ser dem sällan annat än i Moonflow-området och i Farplane. Al-Bhed hyser tanken att bålflugorna är ansvariga för de bilder av döda personer som uppenbaras för den som besöker Farplane. Al-Bhed tror att flugorna dras till och reagerar på en persons minnen och att de frammanar minnesbilder av sådana personer som nu är döda. Men de visar bara bilder av sådana döda personer vars bålflugor har blivit skickade till Farplane. 
Frammanare kan manipulera bålflugor, så att de blir Aeons. Bara ett fåtal personer i Spira har gåvan att kunna manipulera denna säregna energiform till att bli en Aeon.

### Död och efterliv
När en person i Spira dör, kan kroppen inte bara begravas och lämnas till den eviga vilan utan vidare. Den fria själen och livsenergin (bålflugorna) som fanns i den nyss döde måste sändas till Farplane där de slutligen kan få komma till ro. Bara frammanare kan skicka de dödas själar dit med en ritual som kallas för sändning ("sending").
Om en sändning inte utförs efter att en person har dött, stannar både den dödes själ och bålflugor kvar. Beroende på hur den döde dog, kan själen bli avundsjuk på dem som fortfarande lever, och till slut kan själens avund och bitterhet bli så stark att de kvardröjande bålflugorna klumpar ihop sig och blir till ett farligt monster. En person som accepterar sin egen kommande död medan han eller hon fortfarande lever, kan själv färdas till Farplane utan en frammanares hjälp. Detta var fallet dels för Tidus mor, dels för Yunas far, vilka var för sig frivilligt gav sitt liv för att besegra den onde Sin.
Alla döda blir emellertid inte sända, och måste heller inte bli det. Det gäller enbart dem som dör en våldsam eller för tidig död.

### Icke-sända själar
I ovanliga fall kan en själ motsätta sig både att sändas till Farplane och att bli omvandlad till ett odjur fast den stannar kvar. Om en person har en stark vilja och starka känslor inför en oavslutad uppgift i den levande världen, kan personens bålflugor forma sig till en perfekt bild av den levande personen. Dessa varelser som kan fungera och uppträda på samma sätt som de gjorde innan de dog, kallas för "icke-sända" ("unsent" 死人, shibito) och kan vara godartade eller onda beroende på personens i fråga läggning.
De icke-sända är vanligtvis ytterst ovilliga att träda in till Farplane genom porten i Guadosalam. Detta antas bero på att de tror sig om att bli fysiskt inkapabla att lämna Farplane när de väl har gått in, och de är rädda för att ta en så stor risk. Skillnaden mellan ett odjur och en icke-sänd är att odjuren följer sina instinkter och lever på de levande, medan de icke-sända själva kan kontrollera både sina tankar och sin vilja och även bålflugorna inom dem.

### Aeons och Fayth
Fayth (祈り子, "inorigo") är människor som frivilligt har givit sina liv för att låta sina själar bli inspärrade i statyer. Deras existens som fayth tillåter dem att kommunicera med frammanare med vilka de kan skapa en mental länk. Denna länk ger frammanaren tillgång till en fayths drömmar och möjliggör frammanaren att fysiskt realisera dessa drömmar till att bli Aeons (召喚獣, shōkanjū), kraftfulla varelser som hjälper frammanaren i strider eller i särskilda situationer. Varje fayth i de olika templen i Spira har sin egen Aeon, och den staty i vilken en fayth är innesluten liknar den fysiska Aeonen.
Aeonen Bahamut från Bevelle är representant för en fayth. Denna fayth har en viss koppling till Tidus och tjänar som hans mentor i vissa lägen. Senare hjälper denna fayth frammanaren Yuna och hennes livvakter att stoppa "dödsspiralen" i Spira.
Då en pilgrim nått sin färds slut i Zanarkand, måste frammanaren välja ut en av sina väktare att bli en fayth inför den slutgiltiga frammaningen (Final Summoning). Braska valde att göra Jecht till sin slutgiltiga Aeon.
Tyvärr visar det sig att Yu Yevon, Yunalescas far, tar Aeons som befinner sig i sitt slutliga stadium i besittning och danar om dem till Sin. Därför gör inte Yuna någon slutlig Aeon (trots att både Wakka och Lulu är frivilliga), och därför måste de slåss mot Yunalesca. Senare tränger de själva in i Sin för att göra slut på Yu Yevon.
Inne i Sin finns Jecht, som just nu är den som Sin skapats av. Men som han själv säger, "när det börjar kommer jag inte att vara mig själv. Jag kommer inte att kunna hålla mig själv tillbaka." Därför måste alla slåss mot Jecht, som många anser vara den näst svåraste bossen i spelet näst Penance.

### Yevonreligionen
Religionen i Spira är fortfarande en väsentlig del av livet för folket. Den övervägande majoriteten av alla folk beskriver sig som "Yevoniter". I Final Fantasy X är Yevons läror över tusen år gamla och har stort inflytande. Yevoniterna lär ut att Sin är ett gudomligt straff för att människan använder maskiner ("Machina"). Med tiden kom därför de flesta folk att förbjuda användningen av modern teknik och maskiner, och yevoniterna påstod, att när människorna hade sonat alla sina synder skulle Sin försvinna. Enligt yevoniterna är skapandet och användandet av Den Sista Aeonen det enda tillförlitliga tillvägagångssättet för att kunna besegra Sin. I slutet av Final Fantasy X blir Yevonreligionen effektivt avskaffad, och flera bevis hittades som påvisade den utbredda korruption som rådde inom dess led.

## Handling

### Tidus återblick
Spelet börjar sent inne i historien, (en så kallad In medias res början), när Tidus och hans vänner sitter och vilar utanför ruinerna till staden "Zanarkand". Tidus börjar berätta om de händelser som har lett fram till det situation som nu är rådande. Hans återblickar börjar i staden "Zanarkand", när denna fortfarande var en storstad, ett högteknologisk metropolis. Han inleder med att nämna att han själv, stjärnspelaren i laget "Zanarkand Abes", just ska spela en match "Blitzball" (ett slags bollsport). Precis under matchen blir staden attackerad av Sin, en varelse som straffar människorna för deras synder och för att de använder maskiner. Under tumultet möter han den legendariske krigaren Auron, och de två kämpar mot alla de onda väsen som Sin för med sig men blir så småningom insugna i Sin.
Efter att Tidus blivit insugen i Sin, vaknar han upp helt ensam i en främmande del av världen och i en tid han inte känner sig hemma i. Han befinner sig i ett gammalt tempel där han genast stöter på ett antal fientliga varelser, men får oväntad hjälp av Al-Bhed-flickan Rikku att kämpa ner dem. Tidus får följa med en grupp Al-Bhed i deras skepp. Det dröjde dock inte länge förrän skeppet blev attackerat av Sin varvid Tidus förlorar medvetandet, faller i havet och genom lyckliga omständigheter spolas i land på en ö. Där träffar han på Blitzball-spelaren Wakka som är ledare för laget "Besaid Aurochs". Wakka blir mycket imponerad av Tidus skicklighet i "Blitzball" och undrar om han skulle vilja vara med i deras lag och ställa upp i den kommande turneringen i Luca. Där finns möjligheten att han träffar på någon som han känner. På Tidus frågor börjar Wakka berätta och förklara saker som Tidus finner märkliga. Wakka talar om att Zanarkand blev förstört för över tusen år sedan och att Sin blev besegrad för tio år sedan av frammanaren Braska och av hans två livvakter Auron och Jecht. Nu har emellertid Sin kommit tillbaka till Spira. Sin har både besegrats och kommit tillbaka fem gånger tidigare och har plågat Spira i ett helt årtusende. Yevon är den allenarådande religionen i Spira och folk som följer den tror, att först när människorna har sonat sina synder, kommer Sin att försvinna för alltid. 
Tidus träffar också på Yuna som precis har blivit en frammanare ("summoner"), och hon tänker följa i sin far Braskas fotspår och slutgiltigt besegra Sin. Tidus träffar också Lulu och Kimahri som båda är Yunas livvakter ("Guardians") tillsammans med Wakka. Yuna ger sig tillsammans med sina livvakter iväg på en lång resa genom Spira till Zanarkand-ruinerna där hon ska samla krafter och frammana Den Sista Aeonen ("the Final Aeon"). Med dess hjälp ska hon kunna besegra Sin. Tidus beslutar sig för att följa med och söka reda på sanningen, och ta reda på om denne Jecht kan vara hans far Jecht som försvann när Tidus var liten. Många trodde att Jecht dog när han var ute och simmade i havet, men hans kropp hittades aldrig.
Det lilla sällskapet kliver ombord på den båt som ska segla mot Kilika. Under resans gång attackerar Sin även detta skepp men simmar sedan iväg till staden Kilika och förstör stora delar av den och dödar många människor. När Yuna väl är framme där, blir hon tvungen att genomföra en sändning ("sending") så att bålflugorna som strömmar ut från de döda, vilka planlöst strövar omkring i landet, kan komma till Farplane. Efter ett kort besök i templet i Kilika, vandrar sällskapet vidare till staden Luca, en av de största städerna i Spira. 
Wakkas blitzbollag visar sig vara bland de sämsta lagen i hela Spira, men Tidus lyckas övertala laget att verkligen kämpa för att vinna den här gången. Yuna blir kidnappad av Al-Bhed men blir snabbt återhämtad av sina livvakter. Under turneringen blir Luca attackerat av ett antal monster, och just då träffar Tidus på Auron, som också han blir livvakt åt Yuna i ett senare skede. Auron berättar för Tidus att Jecht inte alls dog för tio år sedan som alla hade tagit för givet. Han lever fortfarande, men han har längre mänsklig gestalt. I Luca träffar Tidus också på Seymour Guado, ledaren för Guado-rasen med också Yevon-mästare och frammanare. Till en början utger sig Seymour för att vara en vän. Mot slutet av spelet visar sig emellertid Seymours verkliga avsikter. 
Några dagar senare görs planer upp om en slutlig kamp mot Sin (Operation Mi'ihen), där folk med hjälp av vapen och maskiner ämnar försöka skjuta sönder honom. Men Sin besegrar människorna och dödar många av dem. Senare träffar sällskapet också på Rikku, som visar sig vara Yunas kusin, och vilken även hon blir Yunas livvakt och följer med på hennes pilgrimsfärd.
Yuna och alla hennes livvakter träffar senare åter på Seymour, och nu får de reda på att alltsedan har träffat Yuna, hade hans avsikter varit att få gifta sig med henne, för att på så sätt kunna bli hennes Sista Aeon och därefter kunna förena sig med Yevon och bli den nästa Sin och döda alla i Spira. Detta ser han som en akt av godhet och medkänsla. Han tror sig verkligen om att kunna rädda Spira genom en sådan handling. Fastän Yuna och de andra dödar Seymour i deras första strid, blir han en ickesänd ande och lever därför kvar i Spira och attackerar gång på gång Yunas sällskap. 
Yuna och Tidus blir mer och mer förtjusta i varandra. Till sin förskräckelse upptäcker emellertid Tidus, att om Yuna skulle lyckas med sin pilgrimsfärd och få Den Sista Aeonen och slutgiltigt besegra Sin, så skulle hon komma att dö. Yuna är mycket väl medveten om sitt öde men är villig att dö för att ge Spira ett nytt "Lugn" ("Calm"), en period av fred och frid. För att få "the Final Aeon" som krävs för att besegra Sin, måste frammanaren offra en person som står honom eller henne nära personligen, oftast en av frammanarens egna livvakter. Jecht kom Braska väldigt nära och gick med på att offra sitt liv för att bli Den Sista Aeonen. Det är i själva verket Jecht som är numera Sin, och Tidus beslutar sig för att hitta ett sätt att befria sin far ur dennes omänskliga belägenhet och att förgöra Sin för evigt ... och detta utan att Yuna dör.
När sällskapet närmar sig Zanarkand-ruinerna, får Tidus veta att han och det Zanarkand som han bodde i, bara är drömmar, bara frammanade väsen likt "Aeons". Tusen år tillbaka i tiden rasade ett stort krig (kallas för "the Machina War") mellan städerna Bevelle och Zanarkand. Bevelles arméer och maskiner var överlägsna och stod just på randen att vinna. Yevon, ledaren i Zanarkand och den bästa frammanaren som någonsin funnits i Spira, kunde bara inte åse sin stad krossas och försvinna in i historiens dunkla dimmor. Han ville åtminstone kunna förvara minnet av Zanarkand till eftervärlden, om det nu inte stod i hans makt att rädda staden, så han tog till en sista desperat åtgärd. Yevon satte sin förhoppning till att de överlevande i staden ville bli "fayths", människor som villigt offrar sina liv för att deras själar ska bli instängda i statyer. Som varande "fayths" tillåts de att kommunicera med frammanare och etablera en stark länk med honom eller henne. En frammanare kan då få tillgång till allt det som "fayths" drömmer fram i sin märkliga icke-tillvaro. Frammanaren kan då fysiskt förverkliga dessa drömmar, antingen som "Aeons" eller som fysiska platser. 
Och mycket riktigt, alla i staden som överlevde kriget lät sig bli "fayths". Sålunda kunde Yevon använda sig av deras minnen av Zanarkand och av människorna som bodde där och frammana en exakt kopia av staden med sina invånare. Denna kopia ("Dröm-Zanarkand") skulle bli det perfekta paradiset utan krig och konflikter. Denna drömstad placerade Yevon långt ute till havs, lång bort från närmsta fastland, så att ingen skulle kunna hitta det.
Yevon skapade också ett skydd i form av ett fruktansvärt monster som kallades "Sin", som skulle skydda både Dröm-Zanarkand och honom själv. Sin var dessutom programmerad att attackera städer med hög population och med avancerad teknik, för att därmed hindra den tekniska utvecklingen och hindra människor från att kunna utforska haven. Sins första uppgift var att totalt utplåna det riktiga Zanarkand, som då endast bestod av ruiner.
Dessvärre för Yevon, som numera är mer känd som "Yu Yevon" (Yevons förbannelse), blev detta en alltför stor uppgift till och med för honom, trots att han ansågs vara den främste frammanaren. Hans mänskliga egenskaper, ja, hela hans mänskliga identitet lämnade honom. Det enda som blev kvar är hans instinkt att förvara Dröm-Zanarkand och att skydda sig själv och staden genom Sin. Yevon är nu varken ond eller god. Yevons dotter Yunalesca hjälpte till att sprida den nya religionen "Yevons undervisning" ("the Teachings of Yevon") som förbjöd människorna att använda vapen och maskiner och som lärde människorna att hylla Yevon och lät dem tro att när de har sonat alla sina synder kommer Sin äntligen att försvinna för alltid.

### Sins öde beseglas
När Yuna och hennes sällskap kommer till Zanarkand-ruinerna, slutar Tidus långa återblick. De träffar Lady Yunalesca som berättar, att för att skapa Den Sista Aeonen, måste en person som står frammanaren mycket nära offra sitt liv. Först då, när Sin har besegras, kan Yu Yevons ande ta den i besittning och skapa en ny Sin. Senare avslöjas det att även Auron är en av de ickesända. Han blev dödad av Yunalesca för tio år sen när han försökte döda henne efter att både Braska och Jecht hade dött. Yuna och hennes livvakter bestämmer sig för att försöka lista ut ett nytt sätt att besegra Sin, ett sätt som skulle gälla för evigt utan att någon behöver offra sitt liv. De bestämmer sig för att frångå traditionen med att först skapa Den Sista Aeonen och istället attackera Sin direkt. De lyckas lokalisera Sin och slåss mot honom och tränger in i honom med hjälp av Cid's flygskepp. 
Inuti Sin slåss de dels mot Seymour en sista gång, dels mot Braskas Sista Aeon, Jecht. Därefter besegrar de också Yu Yevon, och Yuna sänder deras själar till Farplane och därmed lyckas hon förhindra Sins återfödelse för alltid. Auron sänds också iväg, eftersom han nu har fullföljt sitt löfte till Jecht och Braska att skydda deras barn. Efter detta blir alla inspärrade "Fayths" fria och försvinner från sina statyer och därmed försvinner också Dröm-Zanarkand och Tidus med den. Yuna sörjer att Tidus försvann, och i ett tal till Spiras invånare säger hon att hon beslutat sig att hjälpa till med att återuppbygga världen, nu när den äntligen är befriad från Sins tyranni. Hon ber också folket i Spira att aldrig glömma bort de människor som gick förlorade på vägen.

## Spelbara Figurer

### Tidus
Tidus (ティーダ) är stjärnspelaren i blitzbollaget Zanarkand Abes. Hans förhållande till sin far, Jecht, som ansågs vara den bästa blitzbollspelaren någonsin, haltade betänkligt. Jecht uppfann ett eget blitzboll-skott som han döpte till "Jecht Shot". Tidus är beväpnad med svärd och hans Overdrive heter Swordplay, som han lär sig nya Overdrive av och genom att använda de gamla flera gånger om. Tidus är en av de tre rollfigurer som även kan slåss under vatten.

### Wakka
Wakka (ワッカ) är lagkapten för sitt lokala blitzbollag, Besaid Aurochs. Han och Tidus träffas tidigt i spelet och blir snabbt vänner. Wakkas vapen (blitzbollen) är det enda vapen som pålitligt kan träffa flygande fiender och fiender på långt håll. Hans Overdrive, Slots, får han nya av genom att spela blitzboll. Wakka är en av de tre rollfigurer som även kan slåss under vatten.

### Yuna
Yuna (ユウナ) är en frammanare från Besaid, som beger sig ut på pilgrimsfärd för att besegra Sin. Yuna och Tidus blir också snabbt vänner, och Tidus blir senare en av hennes väktare. Yuna är beväpnad med stav och hennes Overdrive, Grand Summon, gör att hon kan frammana en Aeon i Overdrive.

### Lulu
Lulu (ルールー) är en av Yunas ursprungliga väktare, tillsammans med Wakka och Kimahri. Lulu ger ofta sken av att vara okänslig, men hon ser ändå Yuna som en yngre syster. Lulu anfaller aldrig direkt utan låter sina dockor springa fram och slå till först. Hennes Overdrive, Fury, låter henne använda magi flera gånger (allt beroende på hur snabbt den högra styrspaken kan snurras).

### Kimahri Ronso
Kimahri (キマリ＝ロンゾ) har vaktat Yuna sedan hon var sex år gammal. Han är medlem av Ronso-stammen. För att vara en Ronso är han liten till växten fast längre än någon annan i Yunas sällskap. Kimahri är beväpnad med lans och hans Overdrive, Ronso Rage, tillåter spelaren att använda monstertekniker genom att använda Lancet. (Genom att använda Lancet och lära sig en monsterteknik kommer Kimahri i Overdrive direkt.)

### Auron
Auron (アーロン) var väktare åt Yunas far, överframmanare Braska, tillsammans med Jecht. Han träffar Tidus och Yuna och följer med dem som väktare. Aurons svärd kan slå rakt igenom vilken rustning som helst, och hans Overdrive, Bushido, gör att han kan använda starka svärdstekniker genom att spelaren trycker in olika knappkombinationer. Han kan lära sig nya Bushido genom att spelaren hittar Jecht's Spheres i Spira. Han blir något av en fadersfigur för Tidus på deras resa. Eftersom han tillbringade hela sin ungdom med Tidus far Jecht, har han mycket nyttigt att berätta om denne och om Spira. Han är mycket vis och stark, men mycket fåordig och talar bara när han har något ytterst viktigt att säga. Han är en realist som utvärderar varje situation och presenterar alltid de säkraste förslagen.

### Rikku
Rikku (リュック) är en femtonårig flicka från Al Bhed-stammen. Hon var den första som hjälpte Tidus i spelet, men sedan försvann hon. Rikku har stora problem med sin åskrädsla. Hon är beväpnad med knogjärn och hennes Overdrive, Mix, gör att hon kan blanda ihop två föremål för att skapa en kombination av dem, som antingen påverkar fienden negativt eller laget positivt. Rikku är en av de tre rollfigurer som även kan slåss under vatten.

### Seymour Omnis
Seymour Omnis den sista av hans tre bosstadier. Seymour Omnis är en fulländad magiker med enorma magiska krafter. Han kastar Black Magic spells och är extremt uthållig. Med sitt hat och hans dröm om att förinta spira, men som han ser det rädda det, gör han allt för att försöka få Yuna att göra honom till sin Final Aeon. Men med förenade krafter lyckas partyt besegra honom och Yuna får sin chans att sända honom till The Farplane

## Ospelbara figurer

### Seymour Guado
Han är till hälften Guado och till hälften människa och är son till Maester Jyscal Guado. Han är en "Yevonmästare" och är ledare för hela Guado-rasen. Han är vän med Yuna och Tidus i början av spelet, men mot slutet visar han sin sanna sida, och hans uppväxt avslöjas såsom mörk och tragisk. Seymour vill använda Yuna för att bli den nästa Sin och därmed förstöra Spira och döda alla. Detta ser Seymour själv som något behjärtansvärt, för han ser livet som ett fängelse av smärta och lidande. Hans mor offrade sig själv för att bli Seymours Aeon "Anima". Seymour är spelbar endast en gång i spelet, under en strid i "Operation Mi'ihen. Han har både vit och svart magi när han kontrolleras, och han har en Overdrive; Requiem.

### Lord Braska
Braska var överframmanare ("High Summoner"), och han var far till Yuna. Som Yevonpräst var han övertygad om att det borde råda fred mellan Al-Bhed och resten av befolkningen i Spira. Efter ett besök i Al-Bheds basläger, "Home", på ön Bikanel, träffade Braska Cids syster. Tycke uppstod dem emellan, och efter en kort period gifte de sig, detta dock till Cids och de andra Yevonprästernas stora missnöje. Ett år senare föddes Yuna och fyra år efter detta reste de tillbaka till Bikanel i hopp om att kunna sluta fred med Cid. Men Sin attackerade skeppet, och Braskas fru dog. Kort efteråt bestämde sig Braska för att bli en frammanare i hopp om att kunna förstöra Sin och hindra andra från att lida som han har gjort. Tillsammans med sina lojala vänner och livvakter Auron och Jecht gav han sig ut på pilgrimsfärd till Zanarkandruinerna i akt och mening att förstöra Sin. När han kom till Besaid, valde han att lämna Yuna där för att växa upp. Braska besegrade senare Sin och gav människorna "Lugnet". Detta varande i ett årtionde innan Sin kom tillbaka.

### Jecht
Jecht är Tidus far. Med tiden blev han en av Braskas livvakter. I Zanarkand var han den bäste spelaren genom tiderna i Blitzball. Han hittade på ett eget "Jecht Shot", vilket han själv kallade "Sublimely Magnificent Jecht Shot Mark III" och vilket bara han själv klarade av att utföra. Tio år innan händelserna i FFX, närmare bestämt när han var ute och simmade i havet, kom han i kontakt med Sin, som förde honom till Spira där han så småningom blev Braskas livvakt. Jecht offrade sig själv så att han först kunde bli en fayth och därefter den sista Aeonen. Han är därför den nye Sin.
Tidus hatar sin far för all kritik han fick utstå under sin tidiga uppväxt, och för att han fick genomgå hårda prövningar för att försöka leva upp till faderns berömmelse. Jecht kritiserade ständigt sin son och kallade honom för lipsill. Tidus förstod inte att fadern trots allt älskade honom av hela sitt hjärta. Jecht visste nämligen inte riktigt hur han skulle uttrycka sin kärlek till sonen, därför kritiserade han honom istället, i hopp om att detta skulle göra sonen stark. Men Tidus tog sin fars tillrättavisningar som orättvisa förolämpningar och kom att hata honom. I gestalt av Sin färdades Jecht till Dröm-Zanarkand för att ta med sig Tidus och Auron tillbaka till Spira, så att Tidus bättre skulle förstå den bittra verkligheten i det riktiga livet och bli en stark person, och för att Tidus skulle kunna hjälpa till och döda honom och därmed förgöra Sin en gång för alla. I slutet besegras han och skickas till Farplane.

### Lady Yunalesca
Yunalesca är prinsessa av Zanarkand. I tusen år har hon haft som uppgift att hjälpa frammanare att kalla fram den sista Aeonen som skall omintetgöra världen Spiras största hot, monstret Sin. Yunalesca var en av de mäktigaste frammanarna som funnits i Spira, och hon dyrkades som en gudinna av folket. Av sin mäktige fader, Yevon, hade hon fått i uppgift att vägleda Spiras folk att förinta Sin. Yevon nämnde emellertid aldrig hela sanningen om Sin för sin dotter, så på ett sätt förde han henne bakom ljuset. Yunalesca hade starka känslor för Spira och för alla folk och varelser som bodde där, och i sitt inre trodde hon verkligen att Sin någon gång skulle bli besegrad på riktigt. För att frammana den sista Aeonen och besegra Sin offrade hon sin egen make Zaon i tron att på så vis kunna besegra ondskan för alltid. Med några års mellanrum kom dock Sin alltid tillbaka, och Yunalesca blev varse sin faders svek och ville återförenas med Zaon. Yevon höll dock hennes själ kvar i hennes kropp och kunde därför upprätthålla sin makt över Spira. Genom Sin kunde Yevon hålla Spiras folk i schack och han kunde genom Yunalesca föra vidare sin religions budskap och fungera som en slags gudom.
Det var inte förrän den talangfulla frammanaren Yuna och hennes följeslagare nått fram till Yunalesca som ondskan kom att besegras. För att kalla fram den sista Aenonen var Yuna tvungen att offra en av sina följeslagare (så som Yunalesca själv motvilligt fick handla mot sin make), men då Yuna vägrade detta anföll Yunalesca henne i vredesmod.
Yuna och hennes följeslagare besegrade med nöd och näppe Yunalesca. Innan hon försvann sade Yunalesca till dem, att utan hennes vägledning skulle det vara dem omöjligt att frammana den sista Aenonen och därmed att förinta Sin. Då hon dog yttrade Yunalesca att världen och alla varelser nu var dömda att gå under. Yuna och följeslagarna lyckades dock i sina föresatser att besegra både Sin och Yu Yevon. Ingen av dessa kunde därefter återvända till Spira.
När den första vreden lagt sig, såg Yunalesca sin död som en slags befrielse, för hon ville inget hellre än att få återförenas med sin make Zaon.
- Lord Zaon: Make till Yunalesca. Offrade sitt liv för att bli den sista Aeonen för att kunna besegra Sin.
- Cid: Rikkus far och morbror till Yuna. Ägare till luftskeppet.
- Brother: Rikkus bror.
- Isaaru: En frammanare som också är ute för att besegra Sin.
- Pacce: Isaarus väktare och bror.
- Maroda:Isaarus väktare och bror.
- Dona: Yunas rival som frammanare. Hon är oftast väldigt otrevlig.
- Barthello: Donas livvakt, beundrare av Auron.
- Maester Mika: En Yevonmästare, som har styrt i femtio år, och han är en ickesänd.
- O'aka XXIII: En försäljare vars priser varierar beroende på hur en kund behandlar honom första gången de träffas.
- Wantz: O'akas yngre bror. Hjälper den som hjälper O'aka XXIII.
- Rin: En Al-Bhed-försäljare, har bolaget "Rin's Travel Agency".
- Maester Kinoc: Aurons vän som numera är en korrumperad Maester.
- Maester Jyscal Guado: Seymours far.
- Tromell Guado: Seymours tjänare och nära vän.
- Chappu: Wakkas bror, som dog i en strid mot Sin.

## Bossar
- Sinspawn Gui
- Crawler & Negator
- Seymour Guado med 2 Guado vakter & senare Anima.
- Seymour Natus & Mortibody
- Seymour Flux & Mortisorchis
- Seymour Omnis
- Wendigo
- Evrae
- Spherimorph
- Defender X
- Yojimbo
- Sanctuary Keeper
- Spectral Keeper
- Yunalesca
- Sin
- Braska's Final Aeon
- Yu Yevon (sista bossen. Om någon gör honom curse och därefter kastar en Phoenix Down, så dör han omedelbart.)
- Dark aeons
- Penance (kommer upp på kartan som en destination efter alla dark aeons är besegrade)
- Nemesis (Finns endast på Monster Arena i Calm Lands efter att någon har fångat tio individer av alla monster.)
- Neslug (Finns endast på Monster Arena.)
- Ultima Weapon (Före fighten med Omega.)
- Omega Weapon (bor i Omega Ruins.)

## Engelska röstskådespelare
| James Arnold Taylor | – Tidus                                   |
| John DiMaggio       | – Wakka / Kimahri Ronso                   |
| Hedy Burress        | – Yuna / Fayth                            |
| Paula Tiso          | – Lulu                                    |
| Matt McKenzie       | – Auron                                   |
| Tara Strong         | – Rikku                                   |
| Alex Fernandez      | – Seymour Guado                           |
| Andrew Philpot      | – Lord Braska                             |
| Gregg Berger        | – Jecht                                   |
| Julia Fletcher      | – Elma / Yunalesca                        |
| John DeMita         | – Luzzu / Barthello / Hypello / Graav     |
| Candi Milo          | – Dona / Lucil / Pacce                    |
| Sherry Lynn         | – Shelinda / Fayth - Shiva / Tidus' mamma |
| Tom Kenny           | – Rin / Wantz / Bobba                     |
| Dwight Schultz      | – Maechen / O'aka XXIII / Maester Mika    |
| Corey Burton        | – Tromell Guado / Kelk Ronso              |
| Cree Summer         | – Lady Belgemine / Tidus som ung          |
| Quinton Flynn       | – Isaaru / Bickson                        |
| Michael McShane     | – Cid                                     |
| Adam Paul           | – Gatta                                   |
| Matt K. Miller      | – Clasko                                  |
| David Rasner        | – Brother                                 |
| Debi Derryberry     | – Fayth                                   |
| Robbie Rist         | – Maroda                                  |

## Aeons
Det finns totalt tio Aeons i Final Fantasy X

### Standard Aeons
Valefor: en spelare måste klara "Cloister of Trials" i Besaid Temple för att få Valefor. Besaid har inget speciellt element i sitt tempel, därför har inte Valefor det heller. 
- Special Attack: Sonic Wings.
- Overdrive: Energy Ray & Energy Blast. Återbesök byn Besaid village på Besaid Island och prata med flickan som har en hund för att få Valefors andra overdrive (Valefor är den enda Aeon som har två overdrives).

För att bryta "skadegränsen" för Valefor, måste Yunas Celestial Weapon, Nirvana, och Moon Crest kombineras. 
Ifrit: en spelare måste klara trials i Kilika temple. I Kilika är elden det dominerande elementet. Därför är Ifrit en eld-Aeon.
- Special Attack: Meteor Strike.
- Overdrive: Hellfire.

För att bryta "Skadegränsen" (Break Damage Limit) för Ifrit måste Wakkas Celestial Weapon, World Champion, och Jupiter Crest kombineras.
Ixion: Denna enhörning hittas i Djose temple. I Djose är templets element åska. Därför är Ixion en åskAeon. 
- Special Attack: Aerospark.
- Overdrive: Thor's Hammer.

För att bryta Ixions "Skadegräns" behöver Kimahris Celestial Weapon, Spirit Lance, med Saturn Crest kombineras.
Shiva: Erhålls under striden med Seymour i Macalania Temple. I Macalania behöver en spelare inte genomgå Cloister of Trials för att få Shiva, men måste genomgå Cloister of Trials för att komma ut. 
- Special attack: Heavenly Strike.
- Overdrive: Diamond Dust.

För att bryta Shivas "Skadegräns" måste Lulus Celestial Weapon, Onion Knight, och Venus Crest kombineras.
Bahamut: Erhålls efter Cloister of Trials i Bevelle Temple. Bahamut är väldigt stark och har "Break damage limit" från början. 
- Special Attack: Impulse. - Skadar alla fiender
- Overdrive: Mega Flare.

Bahamut har ingen skadegräns från början så inget Celestial Weapon behöver kombineras med en Crest.

### Valfria Aeons
Anima: Har en av de bästa overdrive-attackerna av alla. En spelare måste hitta alla "Destruction Spheres" i alla Cloister of trials och använda dem för att hitta en gömd skatt. Innan Cloister of Trials i Zanarkand genomgås, måste spelaren återbesöka Highbridge. Först då kan spelaren lösa nya pussel där inne. Sju fyrkanter visas på displayen i det första rummet. Alla ska tändas, en Destruction Sphere ska plockas upp för att användas i det andra rummet. Spelaren ska bege till Baaj Temple, hoppa i vattnet, besegra Geosgeano, därefter simma in i det gömda templet under vattnet och ställa sig framför statyerna. Om alla tänds, gå in i Chamber of Fayth, prata med Seymours mor och erhåll en Anima. 
- Special Attack: Pain.
- Overdrive: Oblivion. - Skadar alla fiender

Yojimbo: En yojimbo köper man i The Cavern Of the Stolen Fayth, som ligger norr om Calm Lands. Konfrontera Lulus gamla frammanare i grottans slut och besegra den yojimbo som hon frammanar. Köp honom sedan för 250 000 gil. Om hans pris trebubblas (750 000) så får spelaren två Teleport Spheres också. Yojimbos attacker kostar gil. Man kan inte välja attack. Han attackerar för pengar, så följaktligen gör han bättre ifrån sig ju mer pengar han får.
Special attacker: 
- Daigoro - Hans hund attackerar
- Kozuka - han kastar tre stycken små knivar
- Wakizashi - En mycket kraftfull attack,  han drar svärdet och hugger alla fiender i ett slag, ibland hugger han bara en
- Zanmato - den bästa attacken i FFX. Den kan döda vem som helst (inklusive bossar) på ett enda slag (förutom slutbossen Yu Yevon).

Till skillnad från de andra valfria Aeonerna, har yojimbo inte Break Damage Limit från början. För att få den, måste Aurons Celestial Weapon, Masamune, och Mars Crest kombineras.
Magus Sisters: De är tre mycket skickliga systrar. De har en av de bästa overdrives - den är dessutom den längsta. Man måste ha både Anima och Yojimbo för att få dessa systrar. Man måste dessutom ha fångat alla monster på Mt Gagazet. När en spelare har gjort det, ska han få "Blossom Crown" av Monster Arena-ägaren i östra delen av Calm Lands. Åk till Calm Lands, rid på en chocobo till höger om ingången från Macalania. Gå fram till fjädern och undersök den. Då flyger chocobon ner till nästa plattform. Fortsätt in till nästa område och gå in i Remiem Temple som finns där. Prata med Belgemine, besegra alla hennes Aeons. När man har besegrat Bahamut får man Flower Sceptre, som behövs för att låsa upp Magus sisters. Kontrollen över Magus sisters är begränsad. Man kan inte välja attack. Istället väljer man kommandon, som: "Do as you will", "Go, go, go", "Fight", "One More Time", "Help Each others". När allas overdrive-mätare är fulla får man kommandot: Combine Powers. De lyder dock inte alltid kommando, utan tar ibland små pauser (framför allt Cindy) 
Special Attack: 
- Mindys Passado
- Sandys Razzia
- Cindys Camisade

- Mindy, Cindy, Sandy Overdrive: Delta attack.

## Kuriosa
- Namnet Yunalesca är en kombination mellan det okinawanska ordet yuna som betyder 'natt' och det grekiska ordet leska som betyder 'männens beskyddare'.

## Utmärkelser
Final Fantasy X har bl.a. mottagit följande pris:
- Guldpixeln 2002 för årets rollspel.